# Гаркуша, Николай Васильевич
Гаркуша Николай Васильевич  (1915—1994) — участник Великой Отечественной войны, полный кавалер Ордена Славы, командир отделения 38-го гвардейского отдельного саперного батальона, 35-й гвардейской Лозовской Краснознаменной орденов Суворова и Богдана Хмельницкого стрелковой дивизии, 8-й гвардейской армии, 1-го Белорусского фронта, гвардии сержант.

## Биография
Родился 20 апреля 1915 года в селе Сурско-Михайловка ныне Солонянского района Днепропетровской области (Украина) в крестьянской семье. Украинец. В 1931 году окончил 6 классов школы. Работал в колхозе ездовым, водителем на заводе имени Ворошилова в городе Днепропетровск.
В Красной Армии – с 1 ноября 1943 года. С декабря 1943 года – в действующей армии. Воевал на 3-м Украинском и 1-м Белорусском фронтах. Принимал участие в Никопольско-Криворожской, Березнеговато-Снигиревской, Одесской, Люблин-Брестской, Висло-Одерской и Берлинской наступательных операциях. 20 декабря 1943 года в бою был ранен.
В результате Люблин-Брестской наступательной операции части дивизии вышли к реке Висла в районе населенного пункта Магнушев (ныне Козеницкий повят, Мазовецкое воеводство, Польша). 1 августа 1944 года Н.В.Гаркуша выполнял боевую задачу по переправе через реку миномётов и боеприпасов. Под огнём противника он самоотверженно работал на пароме, обеспечив своевременную доставку вооружения на плацдарм. Приказом командира 35-й гвардейской стрелковой дивизии награждён медалью «За отвагу».
В ходе боев на плацдарме Н.В.Гаркуша обеспечивал действия дивизионной разведки. В ночь на 3 ноября 1944 года на участке 100-го гвардейского стрелкового полка он проделал проход в нашем минном поле и проволочных заграждениях, преодолел нейтральную полосу, обезвредил 10 противопехотных мин противника и в непосредственной близости от вражеских позиций проделал проход в двухъярусной спирали Бруно. Четкими и скрытными действиями сапера был обеспечен успешный проход разведывательной группы в тыл противника.
Приказом командира 35-й гвардейской стрелковой дивизии от 12 ноября 1944 года гвардии рядовой Гаркуша Николай Васильевич награждён орденом Славы 3-й степени.
С началом Висло-Одерской наступательной операции Н.В.Гаркуша 14 и 15 января 1945 года в районе населенного пункта Гловачув (ныне Козеницкий повят, Мазовецкое воеводство, Польша) проделал три прохода в минно-взрывных и проволочных заграждениях противника, обеспечив продвижение без потерь стрелковой роты, трех самоходных установок и четырёх артиллерийских орудий. В ходе наступления сопровождал войска, обезвреживая мины и фугасы противника, а также оказывал первую помощь раненым.
Приказом командующего 8-й гвардейской армией от 17 февраля 1945 года гвардии рядовой Гаркуша Николай Васильевич награждён орденом Славы 2-й степени.
В завершающих боях Висло-Одерской наступательной операции 29 января 1945 года 102-й гвардейский стрелковый полк встретил сильное сопротивление противника. Н.В.Гаркуша с группой саперов десантом на самоходных установках обошли фронт противника и с помощью подручных средств оборудовали переход через противотанковый ров, обеспечив выход самоходок во вражеский тыл. Внезапным ударом с тыла противник был отброшен и советские войска без больших потерь овладели его оборонительным рубежом. Приказом командующего 8-й армией Н.В.Гаркуша был награждён орденом Красного Знамени.
С началом Берлинской наступательной операции 35-я гвардейская стрелковая дивизия прорывала укрепленную оборону противника севернее города Зелов (ныне район Меркиш-Одерланд, земля Бранденбург, Германия). С 14 по 16 апреля 1945 года отделение гвардии сержанта Н.В.Гаркуши проделало 10 проходов в минных полях противника, обеспечив успешную атаку переднего края врага на своем участке. При сопровождении танков Н.В.Гаркуша из личного оружия уничтожил несколько немецких солдат.
Указом Президиума Верховного Совета СССР от 15 мая 1946 года за образцовое выполнение боевых заданий командования в боях с «немецко-фашистскими захватчиками» на завершающем этапе Великой Отечественной войны гвардии сержант Гаркуша Николай Васильевич награждён орденом Славы 1-й степени.
В ноябре 1945 года демобилизован. Вернулся в родное село. Затем жил в поселке городского типа Соленое Днепропетровской области. Работал шофером в колхозе.
Старшина в отставке (1965).

## Награды
- Орден Красного Знамени (приказ командующего 8 гвардейской армии от 11.03.1945 года)
- Отечественной войны 1-й степени (указ Президиума Верховного Совета СССР от 11.03.1985 года)
- Орден Славы 1-й степени (указ Президиума Верховного Совета СССР от 15.05.1946 года)
- Орден Славы 2-й степени (приказ командующего 8 гвардейской армии от 17.02.1945 года)
- Орден Славы 3-й степени (приказ командира 35 гвардейской стрелковой дивизии от 12.11.1944 года)
- Медаль За отвагу (приказ командира 35 гвардейской стрелковой дивизии от 11.08.1944 года)
- Медали